# Łapiduchy
Łapiduchy (ang. Mother, Jugs & Speed) – amerykańska czarna komedia z 1976 roku w reżyserii Petera Yatesa. Wyprodukowany przez 20th Century Fox.
Światowa premiera filmu miała miejsce 26 maja 1976 roku.

## Obsada
- Bill Cosby jako „Matka” Tucker
- Raquel Welch jako Jennifer „Cycatka"
- Harvey Keitel jako Tony „Szybki” Malatesta
- Allen Garfield jako Harry Fishbine
- Larry Hagman jako John Murdoch
- Michael McManus jako Walker
- Allan Warnick jako Bliss
- Bruce Davison jako Leroy
- Dick Butkus jako „Rodeo” Moxey
- L.Q. Jones jako szeryf Davey
- Bill Henderson jako Charles Taylor
- Valerie Curtin jako pani Fishbine
- Milt Kamen jako Barney